# Медаль Оборони 1940-1945
Медаль Оборони 1940—1945 — державна нагорода Королівства Норвегія.

## Історія
Медаль Оборони була заснована королем Норвегії Гоконом VII 19 вересня 1945 року для нагородження військового і цивільного населення, які брали участь в обороні країни проти вторгнення німецьких військ і в боротьбі на окупованих територіях Норвегії в період з 1940 по 1945 роки.
У 2013 році було вручено 17 медалей, у 2014 році — чотири медалі, а в 2015 році — 89 медалей.

## Положення
Медаль Оборони вручається як норвезьким громадянам, так і іноземцям, за умови, якщо є відповідність одному з критеріїв:
- брав участь у бойових діях проти вторгнення до Норвегії німецьких військ в 1940 році протягом не менше п'яти днів.
- проходив службу в норвезьких збройних силах або на торговому флоті за межами Норвегії протягом чотирьох місяців і більше, або менше чотирьох місяців, якщо один місяць служив на суднах, які брали участь у визволенні Норвегії.
- брав участь у кампанії у Фінляндії взимку 1944—1945 років протягом не менше ніж одного місяця.
- військові Союзників, які брали участь у визволенні Норвегії і служили протягом не менше ніж одного місяця.
- служба в силах опору (партизанських загонах) протягом чотирьох місяців і більше.

Медаль носиться на лівій стороні грудей. У разі якщо нагороджуваний крім участі в бойових діях в Норвегії в 1940 році, також брав участь в інших військових діях в норвезьких збройних силах або опорі, то на стрічку медалі кріпиться срібна розетка.
| Планки до нагороди | Планки до нагороди |
| ------------------ | ------------------ |
| Медаль з розеткою  | Медаль             |

## Опис

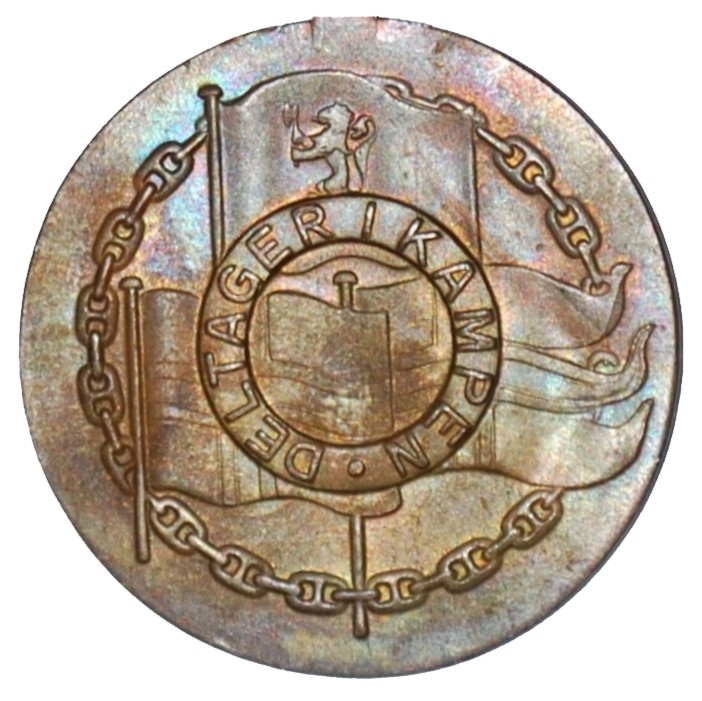
168.993x168.993px

Медаль круглої форми з бронзи діаметром 33 мм
На аверс зображений державний герб Норвегії на тлі готичної розетки. По колу написи: вгорі — «9 APRIL 1940», внизу — «8 MAI 1945».
На реверсі — композиція з трьох прапорів: королівського, торговельного та збройних сил, накладених на кільце з судового ланцюга. Поверх композиції, в центрі медалі кільце з написом: «DELTAGER I KAMPEN». У верхній частині медалі припаяне кільце, за допомогою якого медаль кріпиться до стрічки.
Стрічка медалі червоного кольору з широкою білою смугою по центру обтяжена двома синіми смужками.

Королівський прапор
Прапор торгівельного флоту
Військовий прапор